# Арцимович, Антон Антонович
Антон Антонович Арцимович (1832—1910) — сенатор, действительный тайный советник.

## Биография
Происходил из дворянского рода польского происхождения. Родился 26 мая (7 июня) 1832 года, — был младшим в семье действительного статского советника Антона Фёдоровича Арцимовича (1789—1857); в семье, кроме него, были Флора (1818—1892), Виктор (1820—1893), Пелагея (1822—1863), Анна (1826—1902) и Адам (1829—1893).
Образование получил в Императорской Александровском лицее, по окончании которого в 1853 году поступил на службу в Министерство внутренних дел, а в следующем году перешёл в канцелярию Морского министерства. В 1857 году перемещён попечителем калужских богоугодных заведений.
В 1859 году определён в департамент Министерства юстиции и вскоре назначен тульским губернским уголовных дел стряпчим. В 1863—1865 годах — товарищ председателя Тульской, а в 1865—1866 — Псковской палаты гражданского суда. С 1866 года — член Псковского, а с 1867 — Воронежского окружных судов. В период 1869—1877 годов он был товарищем председателя Владимирского окружного суда.
В 1877 году А. А. Арцимович назначен товарищем обер-прокурора Уголовного кассационного департамента Сената. С 1890 года — член консультации при Министерстве юстиции. В июне 1895 года назначен сенатором, заседал в Уголовном кассационном департаменте Сената. Характеризуя состав этого департамента, сенатор А. Ф. Кони отмечал, что в нём была многочисленная группа сенаторов, состоявшая из малодушных трусов: 

…К ней принадлежали преимущественно люди с немецкими фамилиями и неправославного вероисповедания, очевидно боявшиеся, что их могут заподозрить в потачке врагам православия… В этой группе доходило до того, что нашелся сенатор А. А. Арцимович, который в явное умаление достоинства Сената и в явное противоречие точному смыслу закона возбуждал вопрос о том, имеет ли он право, как католик, участвовать в кассационном рассмотрении дел, касающихся православной церкви… этот брат благороднейшего Виктора Антоновича стал вотировать за утверждение возмутительных приговоров, ссылаясь на то, что он, как инославный, не считает себя компетентным в законах, направленных на защиту православия, и потому считает себя нравственно обязанным умывать руки перед приговорами православных судов.
Умер 16 (29) октября 1910 года.
Был удостоен ряда высших российских орденов, до ордена Св. Александра Невского включительно.

## Семья
Жена — Ольга Владимировна Римская-Корсакова (1836—1900), дочь предводителя дворянства Калужского уезда.
Имел пятерых детей:
- Владимир (1857 — после 1917) — дипломат; в 1914—1916 годах был товарищем министра иностранных дел, в 1916—1917 — сенатором[4].
- Виктор
- Вера, в замужестве за С. В. Безобразовым (тайный советник с 1910 года; в 1916—1917 годах — сенатор)
- Мария (1863—?)
- Софья, в замужестве за В. Ф. Дерюжинским.